# Jürgen Thölke

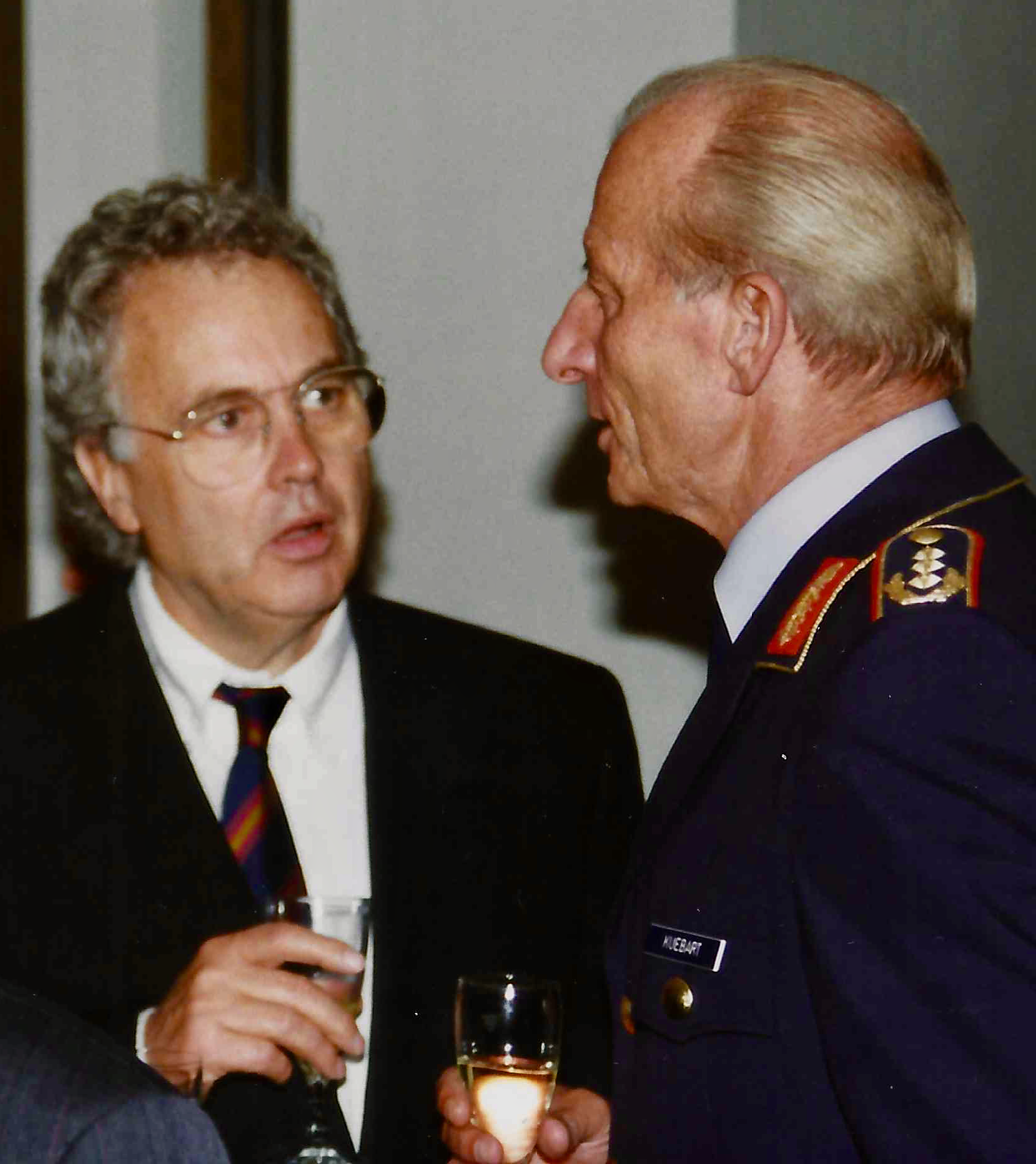
Oberbürgermeister Jürgen Thölke (links) am 25. September 1992 im Gespräch mit Generalleutnant Hans-Jörg Kuebart

Jürgen Thölke (* 10. April 1934 in Bremen; † 28. September 2021) war ein deutscher Politiker (SPD). Er war von 1974 bis 1986 Mitglied des Landtages von Niedersachsen. Außerdem war er von 1986 bis 2001 Oberbürgermeister von Delmenhorst.

## Werdegang
Thölke besuchte die Volks- und die Oberschule und machte sein Abitur. Danach absolvierte er eine Ausbildung zum Industriekaufmann in der Automobilwirtschaft und war bis 1960 kaufmännischer Angestellter. Ein anschließendes Studium der Wirtschafts- und Sozialwissenschaften an der Universität Göttingen schloss er im Jahr 1965 als Diplomkaufmann ab. Bis 1967 war Thölke als kaufmännischer Betriebsleiter in der Fischwirtschaft beschäftigt, dann wurde er als Berufsschullehrer in Delmenhorst tätig. Thölke war Mitglied der Gewerkschaft Erziehung und Wissenschaft.
In den Jahren 1972 bis 1974 und wieder von 1976 bis 2001 war Thölke Ratsherr und Vorsitzender des Umweltausschusses und des Jugendwohlfahrtsausschusses der Stadt Delmenhorst. Von 1974 bis 1986 war er Mitglied des Niedersächsischen Landtages, dem er in der achten bis zehnten Wahlperiode angehörte. Er betätigte sich dort insbesondere in der Umweltpolitik.
Am 4. November 1986 wurde Thölke erstmals zum Oberbürgermeister der Stadt Delmenhorst gewählt, 1991 und 1996 konnte er den Wahlerfolg wiederholen. In seine Amtszeit fiel die durch die Deutsche Einheit bedingte Truppenreduzierung der Garnison Delmenhorst von ca. 4050 Soldaten auf ca. 1600 Soldaten. Thölke schied im Jahr 2001 aus dem Amt.
Thölke war Initiator und Gründungsmitglied des Kommunalverbunds Niedersachsen/Bremen, der am 14. Juni 1991 ins Leben gerufen wurde.

## Auszeichnungen
- 1984: Verdienstkreuz am Bande des Verdienstordens der Bundesrepublik Deutschland[3]
- 2002: Ehrenbürgerwürde der Stadt Delmenhorst[3]
- 2002: Verdienstkreuz 1. Klasse  des Niedersächsischen Verdienstordens[4]